# Ramka Duża
Ramka Duża – jezioro na Równinie Drawskiej, położone w województwie zachodniopomorskim, w powiecie choszczeńskim, w gminie Bierzwnik, o powierzchni 9,48 ha. Maksymalna głębokość jeziora wynosi 16,8 m. Ramka Duża znajduje się na północ od jeziora Głębek. Jezioro otoczone jest lasami Puszczy Drawskiej.
Zbiornik znajduje się w zlewni Mierzęckiej Strugi.